# Waler

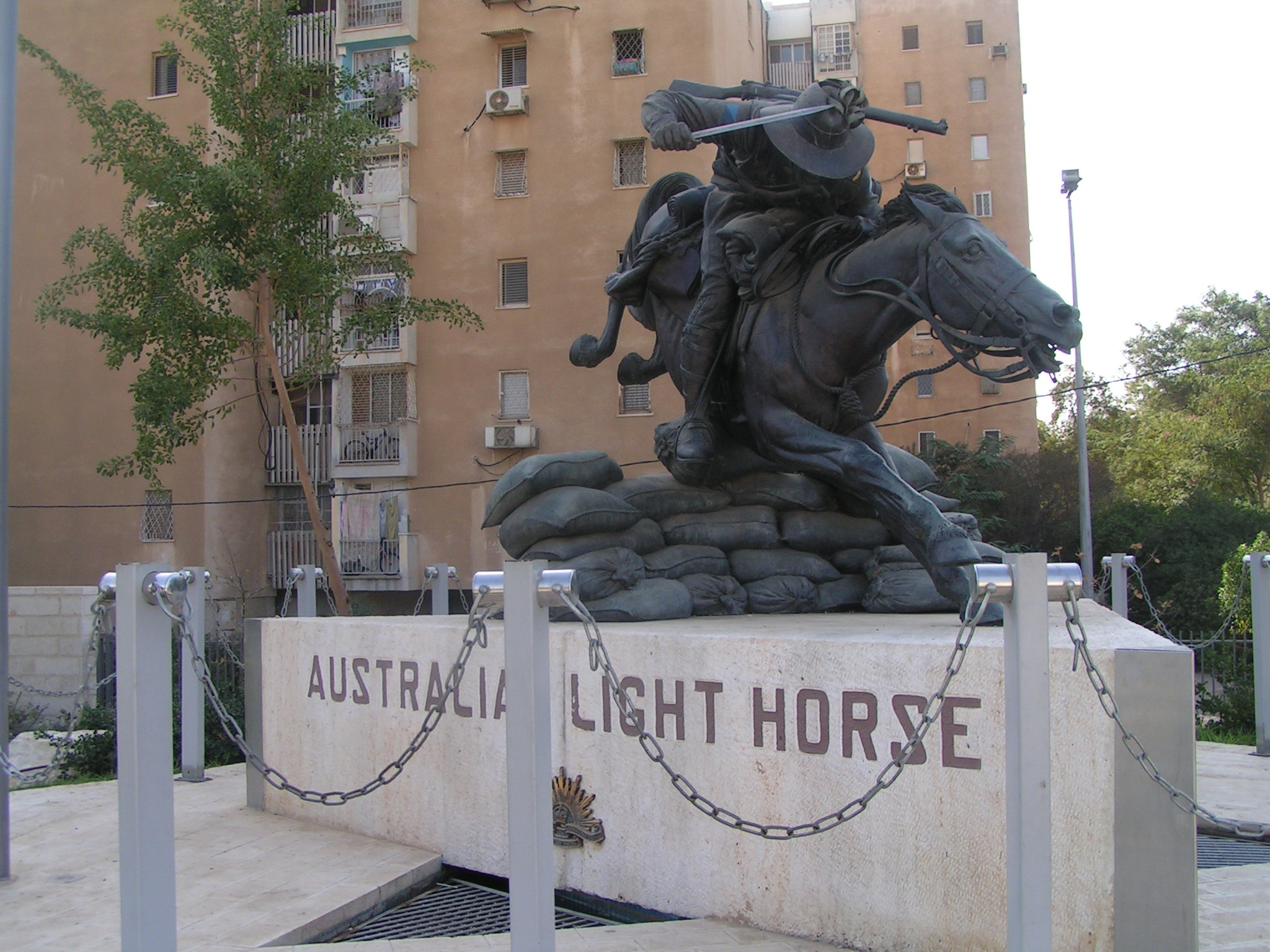
Australian Light Horse monument in Beër Sjeva, Israël

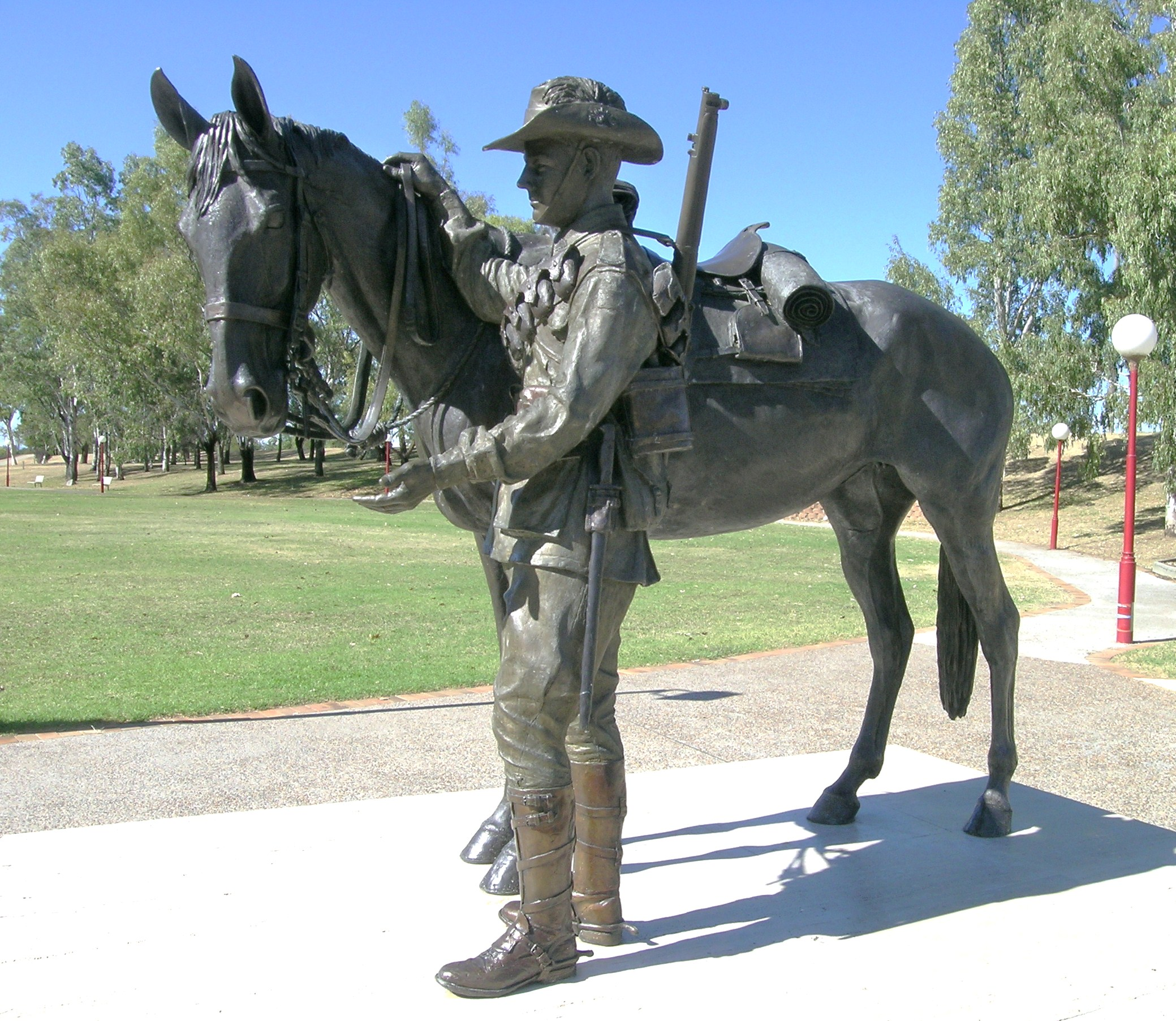
Sculptuur van soldaat met een waler in Tamorth

De Waler is een paardenras dat ontstond in New South Wales in Australië. 

## Beschrijving
De waler is een sterk cavaleriepaard dat ontstond door kruising van een diversiteit aan rassen die waren meegebracht door kolonisten. 
Als oorsprong van de eerste Australische paarden worden genoemd de berber, het boerperd, de arabier, de Engelse volbloed en diverse ponyrassen, waaronder de timorpony. Ook diverse Britse rassen van goede dravers en tuigpaarden zoals norfolkdraver en zwaardere landbouwpaarden zoals de suffolk punch bereikten het land. Er ontstond een sterk landras met goede geschiktheid voor verschillende vormen van gebruik, met name binnen de strijdkrachten.

## Gebruik
Walers werden als rij- en tuigpaarden gebruikt in de cavalerie van Australië, het Australian Light Horse-regiment en de South Australian Mounted Rifles. Ze worden ook gebruikt als politie- en sportpaarden.
Het ras wordt door het stamboek ingedeeld in vier verschillende types, van een lichte ponymaat tot een zwaar tuigpaard.
- pony, verkenners- en sportpaard
- licht, rijpaard voor officieren
- midden, rijpaard voor manschappen
- zwaar, trekpaard voor kanonnen

## Geschiedenis
Australische cavaleriepaarden werden tijdens verschillende conflicten ook overzee ingezet, bijvoorbeeld in Eerste-Wereldoorlog in de Sinaï (ca. 160.000). Het lichte type werd gebruikt als rijpaard in de woestijn en zware type trok de artillerie. 
Walers werden massaal ingezet tijdens de Tweede Boerenoorlog (1899 tot 1902). Het aantal verscheepte paarden bedroeg ca. 130.000. Vanwege quarantaine-regels werden zij niet terug verscheept maar wel doorgegeven aan relaties, bijvoorbeeld in Egypte en India.
Thuis en elders worden de Australische soldaten met hun walers gehuldigd. Diverse sculpturen en ruiterstandbeelden tonen de soldaten met hun oorlogspaarden. De paarden worden geëerd om hun toewijding aan de ruiter en ze worden daarom ook gebruikt als therapiepaarden.

## Fokkerij
Deze excellente cavalerieaarden waren in India zeer gewild bij de Britten en kregen daar van hen de naam 'walers'. In New South Wales werd een omvangrijk exportprogramma opgezet om aan de vraag van de Britten te voldoen. Een van de uitgangspunten bij de selectie van paarden voor het fokprogramma was een grote mate van eenvormigheid. Er werden in de tijd tussen 1830-1960 honderdduizenden paarden geëxporteerd. 
Rond de jaren 1960 stokte de handel omdat paarden door de opkomst van de mechanisatie meer en meer overbodig werden. Een groep fokkers wilde het ras behouden en richtte een stamboek op, de Waler Horse Society of Australia (WHSA). De waler werd officieel erkend als een echt Australisch ras in 1986. Het ras wordt instandgehouden door een groep van ongeveer dertig toegewijde fokkers in 2014.

## Overige
Een belangrijk centrum voor de paardensport in New South Wales is het Australian Equine and Livestock Events Centre (AELEC) in Tamworth. Hier worden shows en wedstrijden georganiseerd van verschillende rassen en stamboeken. Andere paardenrassen in Australië zijn bijvoorbeeld het Australisch veedrijverspaard, de Australische pony en de wildlevende brumby. Een Australische variant binnen het westernrijden is het campdrafting (werken met vee).

## Galerij

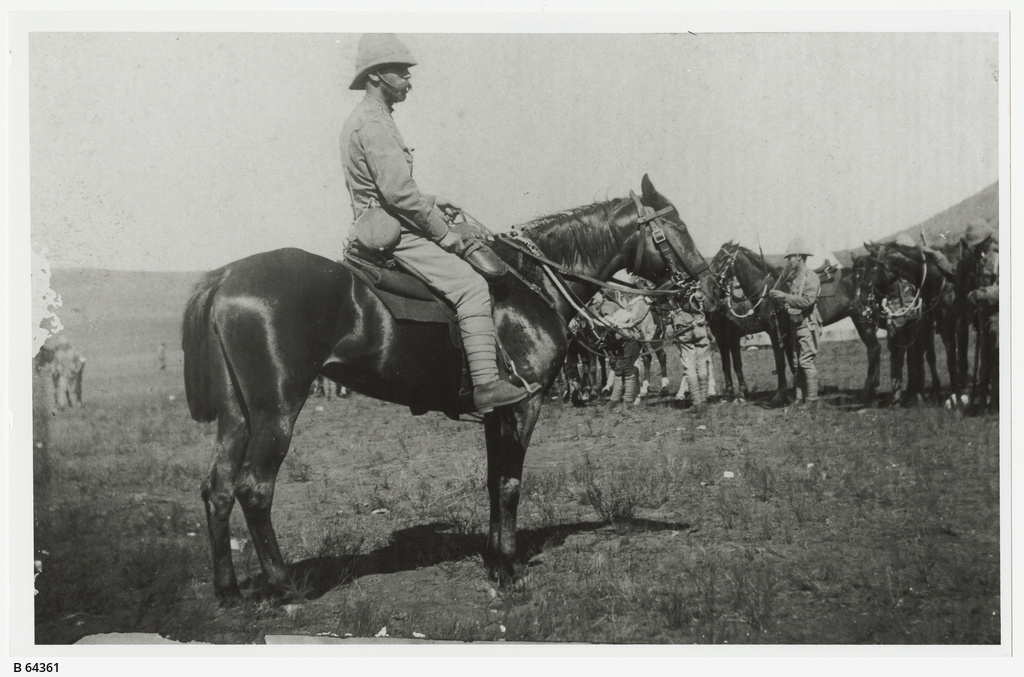
cavaleriepaard, Zuid-Afrika, 1900
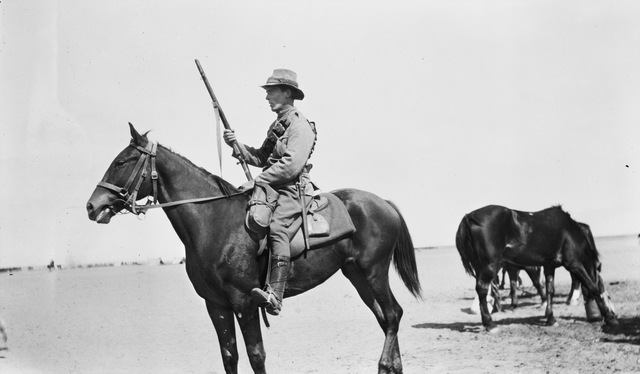
cavaleriepaard,  Sinaï 1916
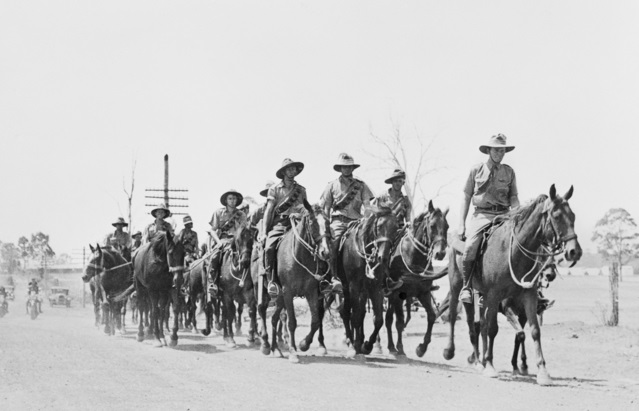
cavalerie-oefening 1940
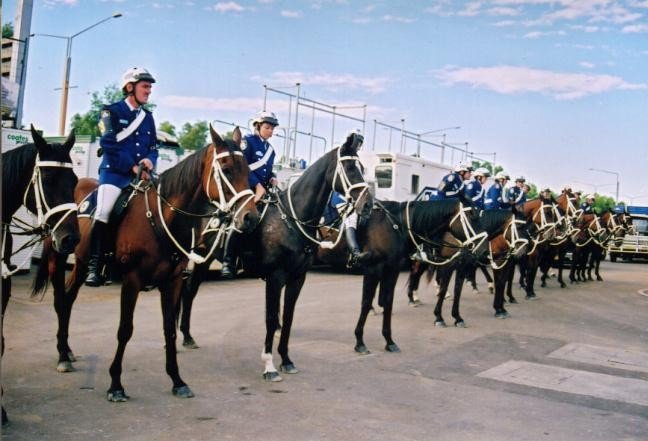
bereden politie, 2001